# Галина (Сијена)
Галина (итал. Gallina) је насеље у Италији у округу Сијена, региону Тоскана.
Према процени из 2011. у насељу је живело 157 становника. Насеље се налази на надморској висини од 314 м.